# Hoplophryninae
De Hoplophryninae vormen een onderfamilie van kikkers uit de familie smalbekkikkers (Microhylidae). De groep werd voor het eerst wetenschappelijk beschreven door Gladwyn Kingsley Noble in 1931.
Er zijn drie soorten in twee geslachten. Alle soorten komen voor in Afrika en zijn endemisch in Tanzania. De kikkers zijn bodembewonend en leven in hoger gelegen berggebieden.

## Taxonomie
Onderfamilie Hoplophryninae
- Geslacht Hoplophryne
- Geslacht Parhoplophryne

Adelastinae · 
Asterophryinae · 
Chaperininae · 
Cophylinae · 
Dyscophinae · 
Gastrophryninae · 
Hoplophryninae · 
Kalophryninae · 
Melanobatrachinae · 
Microhylinae · 
Otophryninae · 
Phrynomerinae · 
Scaphiophryninae